# Iglesia de Nuestra Señora de la Estrella (Valencina de la Concepción)
La iglesia parroquial de Nuestra Señora de la Estrella  es un templo católico situado en la sevillana localidad de Valencina de la Concepción que data del siglo XVII.

## Edificio
El templo parroquial es una construcción de una sola nave, formando los brazos del crucero dos capillas. Una de ellas está cubierta con bóveda de cañón, la del lado izquierdo. La otra capilla, la derecha, está cubierta por una falsa cúpula.
El edificio se comunica al exterior mediante dos portadas abiertas en sus muros laterales. La portada principal da a la Plaza de Nuestra Señora de la Estrella. La otra puerta da a la Calle Cristo Rey.
En los meses de julio y agosto de 2012 sufrió una restauración en la que se sustituyó la cubierta debido a las malas condiciones en que se encontraba.

## Interior
Los retablos de la Capilla del Sagrario son del 1609, obras de Andrés de Ocampo y Antonio Pérez. En el mural izquierdo hay dos obras del siglo XVIII: un cuadro del Crucificado y otro de San José. En el muro derecho, un cuadro de San Antonio y otro de la Virgen del Carmen. Y otro cuadro situado debajo del coro. Estas tres obras están todas fechadas en el siglo XVIII.
El altar mayor es una obra neoclásica, presidido por Nuestra Señora de la Estrella Coronada, titular de la Iglesia, patrona y alcaldesa de la Villa y que es una imagen de vestir del siglo XVIII.
Las esculturas que tiene la iglesia son: un Crucificado del siglo XVI, un Ecce Homo, la Virgen del Rosario y otros Santos del siglo XVIII.

## Fuente
- Sevilla